# Mohelnice (přítok Labe)
Mohelnice ( Müglitz) je řeka, jejíž zdrojnice pramení v Krušných horách v Ústeckém kraji České republiky, která překračuje česko-německou státní hranici a pokračuje pod názvem Müglitz do Saska v Německu, kde se v Heidenau z levé strany vlévá do řeky Labe. 

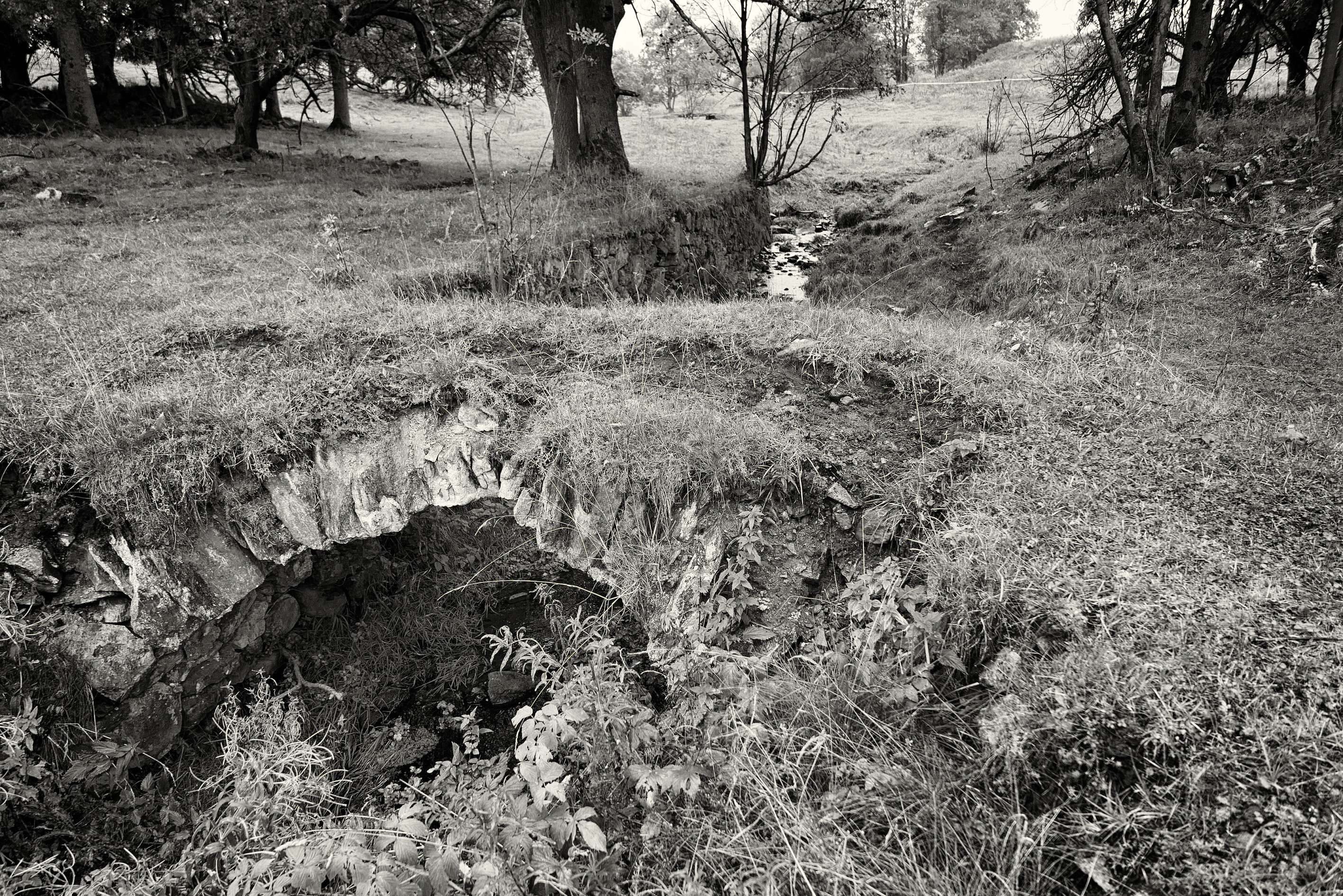
Jeden ze starých mostků na horním toku říčky Mohelnice u cesty z Fojtovic do zaniklé Mohelnice

Jejími zdrojnicemi jsou potoky Mohelnice (Weiße Müglitz), pramenící mezi Komáří hůrkou (807 m n. m.) a Lysou horou (836 m n. m.), a Černý potok (Schwarze Müglitz, Schwarzbach, Sörnitz nebo Sernitz), které se stékají u zaniklé obce Mohelnice. Mohelnice pramení v oblasti zaniklé vesnice Přední Cínovec (Vorderzinnwald), zatímco Černý potok v okolí Adolfova (Adolfsgrün). Řeka, nacházející se povodí Labe, je dlouhá 49 kilometrů a plocha jejího povodí činí 214 km2.
V německé části se na řece nachází retenční vodní nádrž Lauenstein (Hochwasserrückhaltebecken Lauenstein), postavená v letech 2001 až 2006, plnící protipovodňovou ochranu. V červenci 1927 zasáhla řeku Mohelnici a nedaleký Rybný potok (Gottleuba) přívalová povodeň, která si vyžádala velké materiální škody a ztráty na lidských životech (celkem 152 lidských životů).